# Євробачення: Європо, запали світло
«Євробачення: Європо, запали світло» (англ. Eurovision: Europe Shine a Light) — пісенне шоу, організоване Європейською мовною спілкою (EBU) і голландськими мовниками AVROTROS, NOS та NPO. Шоу стало заміною «Євробачення-2020», яке було скасовано з огляду на пандемію COVID-19.
Шоу транслювалося у двогодинному форматі в прямому етері з Гілверсуму, Нідерланди, 16 травня 2020 року.

## Формат
Це стало четвертим шоу, яке Європейська мовна спілка організувала як спеціальне шоу під брендом «Євробачення». Раніше були шоу, присвячені 25-й, 50-й та 60-й річницям конкурсу.
Всі пісні, обрані для участі в Євробаченні-2020 року, взяли участь у цьому шоу. Учасники минулих років також були запрошені для виконання відомих пісень конкурсу в знакових місцях по всій Європі. Разом цьогорічні конкурсанти виконали переможну пісню «Євробачення-1997» — «Love Shine a Light» гурту Katrina and the Waves зі своїх країн. Також були показані кліпи фанатів конкурсу, які заспівали пісню Джонні Логана «What's Another Year», який виграв «Євробачення-1980» в Гаазі.

### Місце проведення
1 квітня 2020 року місто Гілверсум було затверджено як приймальне місто для проведення заходу, а «Студія-21» в «Медіа Парку» була затверджена як місце проведення шоу.

### Ведучі
Ведучими проєкту були: актриса і телеведуча Шанталь Янзен, співак Ян Сміт та співачка Едсілія Ромблі, яка представляла Нідерланди на конкурсах 1998 і 2007 років. Разом вони повинні були стати ведучими скасованого конкурсу «Євробачення-2020».

## Учасники
Шоу відбулося 16 травня 2020 о 21:00 за CEST. Абсолютно всі країни-учасниці «Євробачення-2020» транслювали шоу.
| № | Країна             | Виконавець          | Пісня                 | Мова                  |
| - | ------------------ | ------------------- | --------------------- | --------------------- |
|   | Австралія          | Монтень             | «Don't break me»      | англійська            |
|   | Білорусь           | «VAL»               | «Da vidna»            | білоруська            |
|   | Ірландія           | Леслі Рой           | «Story of my life»    | англійська            |
|   | Литва              | «The Roop»          | «On fire»             | англійська            |
|   | Північна Македонія | Василь              | «You»                 | англійська            |
|   | Росія              | «Little Big»        | «Uno»                 | англійська, іспанська |
|   | Словенія           | Ана Соклич          | «Voda»                | словенська            |
|   | Швеція             | «The Mamas»         | «Move»                | англійська            |
|   | Азербайджан        | Ефенді              | «Cleopatra»           | англійська            |
|   | Бельгія            | «Hooverphonic»      | «Release me»          | англійська            |
|   | Ізраїль            | Еден Алене          | «Feker libi»          | англійська, амхарська |
|   | Кіпр               | Сандро              | «Running»             | англійська            |
|   | Мальта             | Дестіні             | «All of my love»      | англійська            |
|   | Норвегія           | Ульрікке            | «Attention»           | англійська            |
|   | Румунія            | Роксен              | «Alcohol you»         | англійська            |
|   | Україна            | «Go_A»              | «Solovey»             | українська            |
|   | Хорватія           | Дамір Кеджо         | «Divlji vjetre»       | хорватська            |
|   | Австрія            | Вінсент Буено       | «Alive»               | англійська            |
|   | Греція             | Стефанія            | «Supergirl»           | англійська            |
|   | Естонія            | Уку Сувісте         | «What love is»        | англійська            |
|   | Ісландія           | «Gagnamagnið»       | «Think about things»  | англійська            |
|   | Молдова            | Наталія Гордієнко   | «Prison»              | англійська            |
|   | Польща             | Аліція Шемплінська  | «Empires»             | англійська            |
|   | Сан-Марино         | Сеніт               | «Freaky!»             | англійська            |
|   | Сербія             | «Hurricane»         | «Hasta la vista»      | сербська              |
|   | Чехія              | Бенні Крісто        | «Kemama»              | англійська            |
|   | Албанія            | Арілена Ара         | «Fall from the sky»   | англійська            |
|   | Болгарія           | Вікторія            | «Tears getting sober» | англійська            |
|   | Вірменія           | Атена Манукян       | «Chains on you»       | англійська            |
|   | Грузія             | Торніке Кіпіані     | «Take me as I am»     | англійська            |
|   | Данія              | «Ben & Tan»         | «Yes»                 | англійська            |
|   | Латвія             | Саманта Тіна        | «Still breathing»     | англійська            |
|   | Португалія         | Еліза Сілва         | «Medo de sentir»      | португальська         |
|   | Фінляндія          | Аксель Канкаанранта | «Looking back»        | англійська            |
|   | Швейцарія          | Gjon's Tears        | «Répondez-moi»        | французька            |